# Televisi Republik Indonesia
Televisi Republik Indonesia (TVRI) (en español: Televisión República de Indonesia) es TVRI el canal nacional de televisión de Indonesia. Sus oficinas centrales y estudios se encuentran en la capital, Yakarta.